# 리비에르뒤랑파르구

리비에르뒤랑파르 구

리비에르뒤랑파르구(Rivière du Rempart District)는 모리셔스 북동부에 위치한 구로, 행정 중심지는 마푸(Mapou)이며 면적은 148km2, 인구는 98,854명(2000년 기준)이다.

## 같이 보기
- 모리셔스의 행정 구역